# Festuca cundinamarcae
Festuca cundinamarcae là một loài thực vật có hoa trong họ Hòa thảo. Loài này được E.B.Alexeev mô tả khoa học đầu tiên năm 1984.